# Gianmarco Pozzecco
Gianmarco Pozzecco (Gorizia, 15 de septiembre de 1972) es un exjugador  y entrenador de baloncesto italiano que jugó en la Liga Italiana de Baloncesto. Actualmente es entrenador del ASVEL Lyon-Villeurbanne de la liga Pro A de Francia y la Euroliga..

## Carrera como jugador
- 1991/93:  Amatori Udine (Serie A2 y Serie B)
- 1993/94:  Libertas Livorno
- 1994/02:  Pallacanestro Varese
- 2002/05:  Fortitudo Bologna
- 2005:  CAI Basket Zaragoza 2002 (Liga LEB)
- 2005/07:  BC Khimki
- 2007/08:  Orlandina Basket

## Carrera como entrenador
- 2012/14:  Orlandina Basket
- 2014/15:  Pallacanestro Varese
- 2015/17:  Cedevita Zagreb (asistente)
- 2018:  Fortitudo Bologna
- 2019/21:  Dinamo Sassari[2]
- 2021/2023:  Olimpia Milano (asistente) [3]
- 2023/presente:  ASVEL Lyon-Villeurbanne

## Palmarés
- 1999: Campeón de la LEGA italiana con Varese.
- 1999: Campeón de la Supercopa Italiana con Varesa.

- En 2004 perdió la Euroliga Final Four contra el Maccabi Tel Aviv BC. Disputó el All Star Game italiano de la LEGA del año 1999 al 2001

## Títulos individuales
- Mejor anotador de la Lega en 2001 con una media de 27 puntos por partido.
- Mejor asistente de la LEGA en 1997, 1999 y 2001.
- 3.er Mejor asistente de la Superliga Rusa 05/06